# 사바 로브자니제
사바 로브자니제(조지아어: საბა ლობჟანიძე, 1994년 12월 18일 ~ )는 조지아의 프로 축구 선수로, 메이저 리그 사커 클럽인 애틀랜타 유나이티드와 조지아 국가대표팀에서 활약하고 있다.

## 구단 경력

### 라네르스
2017년 6월, 로브자니제는 라네르스와 3년 계약을 체결했다. 2018년 4월, 로브자니제는 라네르스를 위해 6경기에서 6골을 넣었으며, 그 중 쇠네르위스케를 상대로 해트트릭을 기록하여 조지아 축구 선수들 사이에서 이달의 선수상을 수상했다. 또한, 그는 덴마크 수페르리가에서 이번 주의 팀에 두 번이나 선정되었다.

### MKE 앙카라귀쥐
2020년 1월 30일, 로브자니제는 튀르키예 클럽 MKE 앙카라귀쥐와 계약을 체결했다. 그는 2월 2일, 카슴파샤와의 리그 경기에서 1-1 무승부를 기록하며 데뷔 전을 치렀다.

### 하타이스포르
2021년 6월, 앙카라귀쥐가 쉬페르리그에서 강등된 후, 로브자니제는 하타이스포르와 3년 계약을 체결했다.
튀르키예에서 엄청난 지진이 발생하고 2023년 2월, 하타이스포르가 리그에서 철수한 후, 그는 시즌이 끝날 때까지 파티흐 카라귐뤼크에 임대로 합류했다.

### 애틀랜타 유나이티드
2023년 8월 초, 로브자니제는 3년 계약으로 MLS 클럽 애틀랜타 유나이티드로 이적했다. 그는 2023년 MLS 정규 시즌을 9경기에서 3골 4도움으로 마무리했다.

## 국가대표팀 경력
로브자니제는 2017년 1월 23일, 우즈베키스탄과의 친선 경기에서 조지아 국가대표팀 데뷔 전을 치렀으며, 팀의 두 골 중 하나를 기록했다.
2024년, 로브자니제는 UEFA 유로 2024에 조지아 국가대표팀에 합류했다.